# A Perfect 36
A Perfect 36 er en amerikansk stumfilm fra 1918 af Charles Giblyn.

## Medvirkende
- Mabel Normand - Mabel
- Rod La Rocque - O.P. Dildock
- Flora Zabelle - Lena
- Leila Romer
- Louis R. Grisel